# رود پنجشیر

تانک منهدم شدهء ارتش سرخ در رودخانه پنجشیر.

رود پنجشیر یا دریای پنجشیر یکی از رودهای بزرگ افغانستان است که در ولایت پنجشیر افغانستان قرار دارد که از میان دره پنجشیر در شمال شرقی افغانستان و از ۱۵۰ کیلومتری شمال کابل می‌گذرد. شاخۀ فرعی این رود، رود غوربند است که از ولایت پروان گذشته و در ۱۰ کیلومتری شرق چاریکار به رود پنجشیر وصل می‌شود.
رود پنجشیر از میان کوه‌های هندوکش به سمت جنوب سرازیر شده و در شهر سروبی به رود کابل می‌ریزد. در دهۀ ۱۹۵۰ میلادی سدی بر روی رود پنجشیر در نزدیکی سروبی ساخته شد تا مقداری از آب این رود را به رود کابل منتقل کند.